# Nektariusz (Krulj)
Nektariusz, imię świeckie Nikola Krulj (ur. 30 listopada 1879 w Pocrnju, zm. 7 września 1966 w Sarajewie) – serbski biskup prawosławny.

## Życiorys
Syn Vukana i Vidy. Ukończył gimnazjum w Mostarze, a następnie seminarium duchowne w Reljevie. W 1907, w roku uzyskania dyplomu, został sekretarzem sądu cerkiewnego w Mostarze, piastował tę funkcję przez pięć lat, równolegle studiując prawo w Wiedniu i w Zagrzebiu, gdzie w 1911 obronił dysertację doktorską.
W 1912 został wyświęcony na diakona, a następnie na kapłana. Podjął pracę katechety kolejno w Mostarze, Bihaciu i Tuzli, po czym został wykładowcą seminarium duchownego w Sarajewie. W kolejnych latach obejmował kolejno funkcję rektora seminariów w Sremskich Karlovcach, Prizrenie i Bitoli. 29 listopada 1925 został nominowany na biskupa zahumsko-raszkańskiego.
Jego chirotonia biskupia odbyła się 16 maja 1926. Po dwóch latach został przeniesiony na katedrę zwornicko-tuzlańską. Aktywnie wspierał założone przez biskupa ochrydzkiego Mikołaja Prawosławną Narodową Wspólnotę Chrześcijańską, której celem było przeciwstawienie się ateizmowi, komunizmowi i szerzeniu się wpływów Kościoła Adwentystów Dnia Siódmego. W tekstach twórcy organizacji silny był również antysemityzm. W monasterze Tavna organizował zjazdy organizacji.
W czasie II wojny światowej został przewieziony przez okupacyjne władze niemieckie do Belgradu i uczestniczył w pracach Świętego Synodu pod kierunkiem metropolity Skopje Józefa. Następnie udał się do Niszu, gdzie kierował seminarium duchownym. Formalnie był również administratorem prawosławnych eparchii w Chorwacji.
Po zakończeniu wojny wrócił do Zvornika, równocześnie był locum tenens metropolii Dabaru i Bośni oraz eparchii zahumsko-hercegowińskiej. W 1951 został ordynariuszem metropolii Dabaru i Bośni. Pracował nad odbudową świątyń i monasterów zniszczonych podczas II wojny światowej. Na urzędzie pozostał do końca życia; został pochowany w sąsiedztwie cerkwi Świętych Archaniołów Gabriela i Michała („starej cerkwi”) w Sarajewie.